# Arrondissement de Jauer

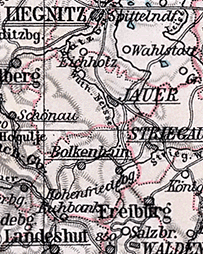
L'arrondissement de Jauer aux frontières jusqu'en 1932

L'arrondissement de Jauer est un arrondissement prussien de Silésie qui existe de 1742 à 1945 à l'exception d'une brève interruption dans les années 1930. Son ancien territoire se trouve maintenant dans la voïvodie polonaise de Basse-Silésie.

## Histoire

### Royaume de Prusse
Après la conquête de la majeure partie de la Silésie par la Prusse en 1741, les structures administratives prussiennes sont introduites en Basse-Silésie par l'ordre du cabinet royal du 25 novembre 1741. Celles-ci comprennent la création de deux chambres de guerre et de domaine (de) à Breslau et Glogau ainsi que leur division en arrondissements et la nomination d' administrateurs d'arrondissement le 1er janvier 1742
Dans la principauté de Jauer, l'une des sous-principautés silésiennes, les arrondissements prussiens d'Hirschberg, Jauer et Löwenberg-Bunzlau sont formés à partir d'anciens faubourgs silésiens. George Wilhelm von Reibnitz est nommé premier administrateur de l'arrondissement de Jauer,.
L'arrondissement de Jauer est initialement subordonné à la chambre de guerre et de domaine de Glogau. Avec la création de quatre districts silésiens au cours des réformes Stein-Hardenberg, l'arrondissement est affecté au district de Reichenbach dans la province de Silésie en 1815. Dans le cadre des régularisations des frontières entre les districts de Liegnitz et Reichenbach, les villages de Peiswitz et Riemberg sont transférés le 1er janvier 1817 de l'arrondissement de Jauer à l'arrondissement de Goldberg-Haynau. Après la dissolution du district de Reichenbach en 1820, l'arrondissement de Jauer est affecté au district de Liegnitz.

### État libre de Prusse

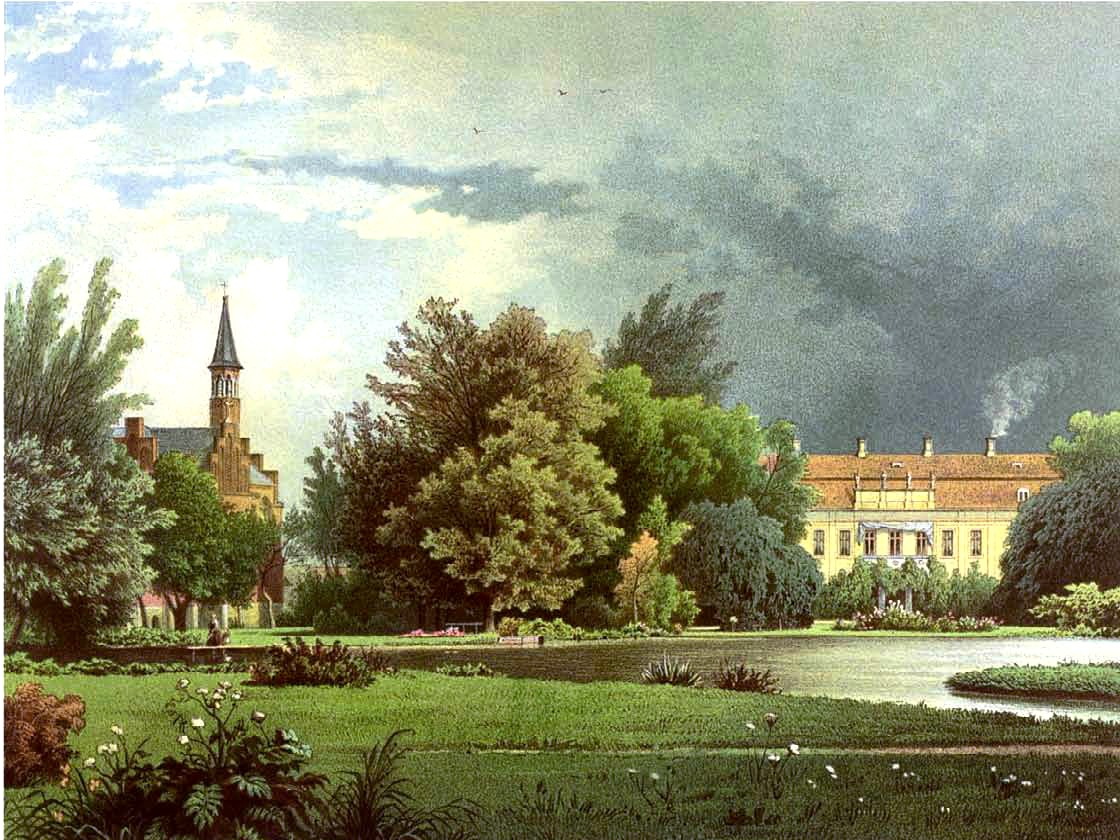
Château de Malitsch vers 1860, Collection Alexander Duncker

La province de Silésie est dissoute le 8 novembre 1919. La nouvelle province de Basse-Silésie est formée à partir des districts de Breslau et Liegnitz. Le 30 septembre 1929, tous les districts de domaine de l'arrondissement de Jauer sont dissous et attribués aux communes voisines conformément à l'évolution du reste de la Prusse.
Le 1er octobre 1932, l'arrondissement de Jauer est dissous. Les quatre communes d'Haasel, Hänchen, Laasnig et Prausnitz sont transférées vers l'arrondissement de Goldberg, tandis que toutes les autres communes sont transférées vers l'arrondissement de Liegnitz,.
Le 1er octobre 1933, un nouveau arrondissement beaucoup plus grand de Jauer est formé à partir des parties suivantes:
- Toutes les communes de l'ancien arrondissement de Jauer à l'exception de Haasel, Hänchen, Laasnig et Prausnitz
- Toutes les communes de l'arrondissement de Bolkenhain, qui est dissous en 1932
- Les communes de Ketschdorf et Seitendorf de l'arrondissement de Schönau, dissous en 1932

Le 1er avril 1934, les communes d'Alt Reichenau et de Quolsdorf sont transférées de l'arrondissement de Jauer à l'arrondissement de Waldenburg. Le 1er avril 1936, les communes de Merzdorf, Rudelstadt et Ruhbank sont transférées de l'arrondissement de Jauer à l'arrondissement de Landeshut.
Le 1er avril 1938, les provinces prussiennes de Basse-Silésie et de Haute-Silésie fusionnent pour former la nouvelle province de Silésie. Le 18 janvier 1941, la province de Silésie est dissoute. La nouvelle province de Basse-Silésie est formée à partir des districts de Breslau et Liegnitz.
Au printemps 1945, l'arrondissement est occupé par l'Armée rouge. À l'été 1945, l'arrondissement est placé sous administration polonaise par les forces d'occupation soviétiques conformément à l'Accord de Potsdam (de). L'afflux de civils polonais commence dans l'arrondissement, dont certains viennent des zones à l'est de la ligne Curzon qui sont tombées aux mains de l'Union soviétique. Dans la période qui suit, la majeure partie de la population allemande est expulsée de l'arrondissement.

## Évolution de la démographie
| Année | Habitants | Source |
| ----- | --------- | ------ |
| 1795  | 23 884    | [ 9 ]  |
| 1819  | 23 874    | [ 10 ] |
| 1846  | 31 045    | [ 11 ] |
| 1871  | 33 601    | [ 12 ] |
| 1885  | 35 118    | [ 13 ] |
| 1900  | 35 398    | [ 14 ] |
| 1910  | 36 143    | [ 14 ] |
| 1925  | 34 487    | [ 15 ] |
|       |           |        |
| 1939  | 58 717    | [ 15 ] |

## Administrateurs de l'arrondissement
- 1742–176500George Wilhelm von Reibnitz (de)
- 1765–178000Wilhelm Diprand von Richthofen (de)
- 1780–179100Carl Friedrich Wilhelm von Reibnitz (de)
- 1791–180600Johann Christian von Normann (de)
- 1806–000000Joseph Bernhard August Gebel (de)
- 0000–182100von Engelmann
- 1821–183100Carl von Hugo
- 1831–183900Karl von Richthofen
- 1839–185100Karl von Czettritz
- 1851–188800Guido von Skal
- 1888–189600Carl von Richthofen
- 1896–192300Konstantin von Geyso
- 1923–192700Hans Heinz von Wangenheim (de)
- 1927–193200Heinrich Lorenz
- 1933–193400Claus von Bismarck
- 1934–194200Karl Christian zur Lippe-Weißenfeld (de)
- 19430000000Hermann Zwicker
- 1943–194400Ernst Langer
- 1944–000000Otto Ernst Bartel

## Constitution communale
Depuis le XIXe siècle, l'arrondissement de Goldberg-Haynau est divisé en villes, en communes et en districts de domaine. Avec l'introduction de la loi constitutionnelle prussienne sur les communes du 15 décembre 1933 ainsi que le code communal allemand du 30 janvier 1935, le principe du leader est appliqué au niveau municipal. Une nouvelle constitution d'arrondissement n'est plus créée; Les règlements de l'arrondissement pour les provinces de Prusse-Orientale et Occidentale, de Brandebourg, de Poméranie, de Silésie et de Saxe du 19 mars 1881 restent applicables.

## Communes
L'arrondissement comprend pour la dernière fois trois villes et 71 communes  :
| - Alt Jauer - Alt Röhrsdorf - Arnoldshof - Baritsch - Bersdorf - Blumenau - Bohrauseifersdorf - Bolkenhain, ville - Börnchen - Bremberg (de) - Dätzdorf - Dittersdorf - Dornberg - Einsiedel - Falkenberg - Giesmannsdorf - Girlachsdorf - Gräbel - Groß Neudorf | - Halbendorf - Hausdorf - Hennersdorf - Herrmannsdorf - Hertwigswaldau - Herzogswaldau - Hohenfriedeberg, ville - Hohenhelmsdorf - Hohenpetersdorf - Jägendorf - Jakobsdorf b. Jauer - Jauer, ville - Kalthaus - Kauder - Ketschdorf - Klonitz - Kolbnitz - Kunzendorf am Großhau - Langhelwigsdorf | - Leipe - Lobris - Malitsch - Merzdorf b. Jauer - Mochau - Möhnersdorf - Moisdorf - Neu Reichenau - Nieder Baumgarten - Nimmersath - Ober Baumgarten - Ober Hohendorf - Ober Rohnstock - Oberlauterbach - Peterwitz - Poischwitz - Polkau - Pombsen - Profen | - Reppersdorf - Rohnstock - Schlaup - Schweinhaus - Seckerwitz - Seichau - Seitendorf - Semmelwitz - Simsdorf - Streckenbach - Thomasdorf - Triebelwitz - Wederau - Weidenwerder - Willmannsdorf - Wolmsdorf - Würgsdorf |

En 1938, les communes suivantes perdent leur indépendance :
- Nieder Kunzendorf, le 1er octobre 1936 à Kunzendorf am Großhau
- Nieder Poischwitz, 1922 à Poischwitz
- Ober Kunzendorf, le 1er octobre 1936 à Kunzendorf am Großhau
- Schollwitz, le 1er avril 1937 à Simsdorf
- Schweinz, le 1er avril 1939 Hohenfriedberg
- Siebenhuben, le 30 septembre 1928 à Jakobsdorf
- Wiesau, le 1er novembre 1935 à Alt Röhrsdorf

## Changements de noms de lieux
dans les années 1936/1937 les noms de deux communes sont changés :
- Sköhl → Weidenwerder
- Tschirnitz → Dornberg

## Personnalités
- Ernst Kuntze (1850-1932), général né à Hertwigswaldau
- Bruno Bräuer (1893–1947), né à Willmannsdorf, général des troupes de parachutistes pendant la Seconde Guerre mondiale